# مذبحة إيسلي 1962
أطلق جنود الجيش الفرنسي النار على مدنيين فرنسيين عزل كانوا يتظاهرون لصالح الجزائر الفرنسية في شارع إيسلي في وسط الجزائر في 26 مارس 1962. وقع الحادث بعد حوالي أسبوع من اتفاقات إيفيان، التي أنهت رسميًا حرب الاستقلال الجزائرية. واستمر إطلاق النار 12 دقيقة وخلف 46 قتيلا و 200 جريح.

## حادث إطلاق نار
في 26 مارس 1962، كان أنصار الجزائر الفرنسية يحاولون الدفع باتجاه حي باب الواد في الجزائر العاصمة. أطلق الجيش الفرنسي النار على الحشد من مجتمع الأقدام السوداء بينما كانوا يحملون الأعلام ويغنون أغنية «لامارسييز».
ووصف الصحفي هنري تانر، الذي شهد إطلاق النار، الحادث قائلا: «عندما توقف إطلاق النار، امتلأ الشارع بجثث نساء ورجال قتلى وجرحى ومحتضرين. بدا الرصيف الأسود رماديًا، كما لو كان مبيضًا بالنار. كانت الأعلام الفرنسية المنهارة ملقاة في برك من الدماء. كان الزجاج المهشم والخراطيش الفارغة في كل مكان». صرخ بعض أصحاب الأقدام السوداء الذين أصيبوا بالصدمة بأنهم لم يعودوا فرنسيين. صرخت امرأة «توقفوا عن إطلاق النار! يا إلهي نحن فرنسيون...» قبل أن تقتلها النيران.

## ذكرى
في 26 يناير 2022، قال الرئيس الفرنسي إيمانويل ماكرون في تصريحات خلال تجمع في قصر الإليزيه بين الأشخاص من أصل فرنسي، الذين انتقلوا إلى فرنسا بعد استقلال الجزائر، إن الحادث «لا يغتفر للجمهورية» ووصف الحدث بأنه «مذبحة» الجنود الفرنسيين. وأبلغ ماكرون الحضور أنه يجب «الاعتراف» بالحادثة وقول «الحقيقة».
ويتذكر مجتمع المستوطنين الأوروبيين الحادث الذين عادوا في الغالب إلى فرنسا في وقت لاحق من ذلك العام.

## روابط خارجية
- صور من المجزرة